# Општи избори у Републици Србији 2012.
Општи избори у Републици Србији 2012. су подразумевали истовремено одржавање парламентарних, локалних, покрајинских и председничких избора 6. маја 2012. године. То су били тек други избори на свим нивоима у републици, после општих ванредних избора 1992. године, који су обухватали и изборе за савезни парламент бивше Савезне Републике Југославије.

## Позадина
Општи избори у Србији су се одвијали у тренутку док се држава суочавала са озбиљним економским проблемима: стопа незапослености варирала је између 20 и 25%, док је земља била тешко погођена последицама Светске економске кризе. На политичком плану, челници опозиције су, готово од формирања владе Мирка Цветковића инсистирали на неопходности одржавања ванредних парламентарних избора, али су на крају ипак расписани редовни избори. У марту 2011. године, Цветковићев кабинет је делимично реконструисан, обједињавањем појединих министарстава и кадровском заменом.

## Расписивање и рокови

### Парламентарни, покрајински и локални избори
Дана 13. марта 2012. године, председник Србије Борис Тадић је расписао парламентарне изборе.
Били су то девети избори за народне посланике од успостављања вишестраначког система, осми од када се избор посланика врши по пропорционалном Д`Онтовом систему, тек трећи редовни (одржано је шест ванредних парламентарних избора) и трећи од када је Србија поново постала суверена држава 2006. године..
Истог дана, председница скупштине Србије, Славица Ђукић-Дејановић, расписала је локалне изборе у оним општинама и градовима где одборницима истиче мандат, као и у неким где не истиче. Питање одржавање ових избора на територији Косова и Метохије је остало спорно. Покрајински избори одржани су само у Војводини, а председник покрајинске Скупштине, Шандор Егереши, расписао их је за исти дан.

### Председнички избори
Неколико недеља, питање одржавања председничких избора било је неизвесно. Ипак, после вишедневних спекулација, 4. априла 2012. године, председник Србије Борис Тадић, одлучио је да скрати сопствени мандат. Председница Народне скупштине примила је 5. априла његову оставку и донела одлуку да се први круг председничких избори такође одржи 6. маја, а евентуални други две недеље потом., а до инаугурације победника избора, према уставу, обављала је председничке дужности.

## Резултати
Генерално речено, избори 2012. године су донели политичке промене у Србији на републичком нивоу, док су делови дотадашње владајуће коалиције задржали власт у Војводини и у појединим локалним заједницама. 
- Кандидат Српске напредне странке, Томислав Николић, победио је у другом кругу председничких избора 20. маја, чиме је кандидат Демократске странке, Борис Тадић, који је претходно поднео оставку на место шефа државе, изгубио власт после 8 година.[15]
- У републичкој скупштини, највећи број гласова је освојила Српска напредна странка, праћена Демократском странком и коалицијом окупљеном око Социјалистичке партије Србије. Непуна два месеца касније, лидер СПС-а (дотадашњег коалиционог партнера ДС-а у претходној власти), Ивица Дачић формирао је свој кабинет, у коме је већину министара делегирала коалиција око Српске напредне странке, праћена коалицијом око СПС-а и Уједињених региона Србије (коалиције која је такође била део претходне власти, и чије језгро је на претходним изборима било на листи коалиције "За европску Србију").[16]
- У Војводини, коалиција око Демократске странке је остала на власти, подржана Савезом војвођанских Мађара и Лигом социјалдемократа Војводине.[17]
- У Београду, дотадашња коалиција, ДС-СПС (са коалиционим партнерима) без коалиције око ЛДП-а (која није прешла цензус), задржала је власт до септембра 2013. године, када је градоначелник Драган Ђилас опозван, пошто су одборници коалиције око СПС-а одлучили да напусте дотадашњу владајућу већину.[18] Касније је формирано привремено веће, које су чинили представници свих странака осим ДС-а, а оно је било на власти до окончања ванредних локалних избора, одржаних 16. марта 2014. године, када су се одржали и ванредни парламентарни избори на републичком нивоу.[19]